# 浦里はる美
浦里 はる美（うらざと はるみ、1934年9月22日 - 2011年2月13日）は、日本の女優。本名は碓井 布佐（うすい ふさ）。神奈川県横浜市出身。旧芸名は浦里 はるみ、竹村 才与子。

## 来歴・人物
1953年劇団新派に入り、芸名竹村才与子の名で『女の決闘』で初舞台。翌年退団して、1955年、東映に入社。浦里はる美で片岡千恵蔵主演の映画『喧嘩奉公』でデビュー。和服の着こなしが上手く、肉感的であったため、時代劇のヴァンプ女優として130本の作品に出演する。1965年代後半からは、テレビドラマ、舞台で活躍する。
江戸時代末期からの女性風俗、衣装の資料を集め1989年近代和装風俗編纂質を設立。1990年4月から駒澤大学仏教学部聴講生として通学する。
2008年、東京・池袋の新文芸坐で開催された『映画監督佐々木康 生誕100年祭・東映オールスター時代劇映画特集』のトークショーに登場。トークショーの後には浦里のサイン会も開かれた。
2011年2月13日、脳梗塞のため東京都豊島区の病院で死去。76歳没。

## 出演

### 映画
- 続続続続魚河岸の石松（1954年）
- 喧嘩奉行（1955年）
- 百面童子 第一篇 ギヤマンの秘密（1955年）
- 百面童子 第二篇 サタンの窟（1955年）
- 百面童子 第三篇 バテレンの宴（1955年）
- 百面童子 完結篇 イスラムの女王（1955年）
- 水戸黄門漫遊記 第五話 火牛坂の悪鬼（1955年）
- ふり袖侠艶録（1955年）
- 怪談牡丹燈籠（1955年）
- 椿説弓張月 第一篇 筑紫の若武者（1955年）
- 歌舞伎十八番「鳴神」美女と海龍（1955年）
- 弓張月 第二篇 運命の白縫姫（1955年）
- 弓張月 完結篇 南海の覇者（1955年）
- 薩摩飛脚（1955年）
- 荒獅子判官（1955年）
- 美女と怪龍（1955年） - ＊キネマ旬報ベストテン第10位。吉村公三郎監督。
- ふり袖小天狗（1955年）
- 赤穂浪士 天の巻 地の巻（1956年）
- 拳銃対拳銃（1956年）
- 電光空手打ち（1956年） - ＊高倉健の恋人役。
- 流星空手打ち（1956年）
- 警視庁物語 魔の最終列車（1956年）
- 白扇 みだれ黒髪（1956年）
- 長脇差奉行（1956年）
- 頑張れゴンさん（1956年）
- 異国物語 ヒマラヤの魔王（1956年）
- 三つ首塔（1956年）
- 異国物語 ヒマラヤの魔王 日月篇（1956年）
- 忠治祭り 剣難街道（1956年）
- 無法街（1956年）
- 怪談 千鳥ケ淵（1956年）
- にっぽんGメン 特別武装班出動（1956年）
- 青年安兵衛 紅だすき素浪人（1956年）
- 忍術快男児（1956年）
- 夕日と拳銃 日本篇 大陸篇（1956年）
- 水戸黄門漫遊記 鳴門の妖鬼（1956年）
- ふり袖太平記（1956年）
- ふり袖捕物帖 若衆変化（1956年）
- 朱鞘罷り通る（1956年）
- 神変美女桜（1956年）
- 恋染め浪人（1957年）
- 海賊奉行（1957年）
- 若さま侍捕物帳 鮮血の晴着（1957年）
- 大名囃子（1957年）
- 喧嘩社員（1957年）
- ふり袖捕物帖 ちりめん駕籠（1957年）
- 無敵社員（1957年）
- 大名囃子 後篇（1957年）
- 若さま侍捕物帳 深夜の死美人（1957年）
- 大菩薩峠（1957年）
- 雪姫七変化（1957年）
- 雪姫七変化 完結篇（1957年）
- 血まみれの決闘（1957年）
- 朝晴れ鷹（1957年）
- 神変麝香猫（1958年）
- 忍術水滸伝 稲妻小天狗（1958年）
- 緋ざくら大名（1958年）
- 少年猿飛佐助（1958年）
- 少年猿飛佐助 牢獄の姫君（1958年）
- 大菩薩峠 第二部（1958年）
- 火の玉奉行（1958年）
- 殿さま弥次喜多 怪談道中（1958年）
- 旗本退屈男（1958年）
- 剣は知っていた 紅顔無双流（1958年）
- 満月かぐら太鼓（1958年）
- いろは若衆 ふり袖ざくら（1959年）
- 警視庁物語 顔のない女（1959年）
- 大菩薩峠 完結篇（1959年）
- 怪談一つ目地蔵（1959年）
- 桃太郎侍 江戸の修羅王（1960年）
- 桃太郎侍 南海の鬼（1960年）
- 旅の長脇差 花笠椿（1960年）
- 堂堂たる人生（1961年）
- コント55号とミーコの絶体絶命（1971年）

### テレビドラマ
- 半七捕物帳（1961年、NTV）
- 三匹の侍（CX）
  - 第1シリーズ 第3話「讐鬼血笑」（1963年）
  - 第6シリーズ 第15話「吹き溜り」（1969年） - とら
- 人形佐七捕物帳 第24話「土手の菊」（1965年、NHK）
- 特別機動捜査隊 第504話「乱れた女たち」（1971年、NET）
- 必殺仕掛人 第33話「仕掛人掟に挑戦!」（1972年、ABC / 松竹） - お勝
- 白い巨塔（1978年、CX） - 時江
- 同心暁蘭之介 第2話「明日なき逃亡」（1981年、CX）
- 鬼平犯科帳 第1部 第21話「引き込み女」（1981年、ANB）
- 花王愛の劇場 （TBS）
  - 女橋（1983年）
  - 遥かなり母と娘の旅路（1985年）
- 水曜ドラマスペシャル / 女の人差し指（1986年、TBS）
- イキのいい奴 第2話「死んだはずだよ」（1987年、NHK）
- 新春ワイド時代劇 / 風雲江戸城 怒涛の将軍徳川家光（1987年、TX） - 藤川
- 土曜ワイド劇場
  - 東京原宿ハウスマヌカン連続殺人（1987年、ABC）
  - 密会の宿（4）謎の美少女と白い帽子の女（1988年、ANB）

### 舞台
- 女の決闘
- 芸者秀駒
- 花と龍
- 五番町夕霧楼

## 書籍
- 女らしさを磨く 女優・浦里はる美の宝箱